# My Annoying Brother
My Annoying Brother (Originaltitel: Hyeong) ist ein südkoreanischer Film aus dem Jahr 2016. Der Film kam am 23. November 2016 in die südkoreanischen Kinos. Die Komödie handelt von einem Bruderpaar, das sich anfangs nicht versteht. 형 Hyeong, der Originaltitel des Films, bedeutet ‚älterer Bruder (einer männlichen Person)‘.

## Handlung
Durch eine Verletzung der Sehnerven verliert der Judoka Doo-young während eines Kampfes sein Sehvermögen. Sein älterer Bruder, Doo-shik, der sich im Gefängnis befindet, nutzt dies aus, um auf eine Entlassung auf Bewährung zu plädieren, da er sich um seinen Bruder kümmern müsse. Doo-young hat nach seiner Erblindung aufgegeben und sieht keinen Sinn mehr im Leben. Er verbringt die Tage meist im Bett. Allerdings kümmert sich Doo-shik nur schlecht um ihn, macht ihm nur Nudeln zu essen, während er selbst Fleisch isst. Doo-young wünscht sich, dass sein Bruder wieder verschwindet. Nach einer Aussprache verstehen sich die beiden wieder gut. Als sie gemeinsam einkaufen gehen, rempelt ein Mann Doo-young an. Doo-shik verteidigt seinen Bruder und verlangt eine Entschuldigung. Stattdessen kommt es zum Kampf und Doo-shik wird verletzt. Die Diagnose dauert aber einige Tage. Währenddessen versucht Doo-youngs ehemalige Judo-Trainerin, ihn dazu zu bringen, wieder mit dem Judo anzufangen und an den Sommer-Paralympics 2016 in Brasilien teilzunehmen. Sie ist der Meinung, Doo-young solle nicht einfach aufgeben. Nach einiger Zeit sagt Doo-young zu und trainiert wieder. Doo-shik bekommt in der Zeit die Nachricht, an Krebs erkrankt zu sein und dass er nur noch drei Monate zu leben habe. Er sagt Doo-young davon aber nichts. Stattdessen spricht er mit Su-hyun, dass diese sich um seinen Bruder kümmern müsse. Sie willigt ein und führt Doo-young nach Brasilien. Kurz vor dem Finale sagt sie Doo-young, dass sein Bruder Krebs hat und er ihn nicht wiedersehen werde. Nach einem Zusammenbruch gewinnt Doo-young das Finale. Als er nach Südkorea zurückkehrt, ist sein Bruder bereits tot, hat aber eine letzte Nachricht für ihn hinterlassen.

## Rezeption
My Annoying Brother erreichte knapp drei Millionen Kinozuschauer in Südkorea. Michael Rechtshaffen von der Los Angeles Times besprach den Film positiv. Insbesondere die Leistung der beiden Hauptdarsteller und die Chemie zwischen diesen sei überzeugend. Shim Sun-ah von Yonhap News schließt sich dem an. Der Film sei konventionell und laufe nach einem bekannten Schema ab, funktioniere aber. Es sei ein komisches Drama mit originellen Witzen von Cho Jung-seok.